# محمد بن أحمد العبدي الكانوني
أبو عبد الله محمد بن أحمد بن محمد الزيدي الجحشي الكانوني العبدي، الملقّب بـ«ابن عائشة»، أو «الفقيه بولحية»، هو فقيه ومؤرخ.

## ميلاده وحياته
ولد بمدينة آسفي سنة 1310 هـ/ 1893م، ربته جدته زينب بعد أن سجن والده وتزوّجت والدته عائشة من ابن بنت عمّتها فارتحلت مع زوجها إلى مدينة سلا، في ظلّ هذه الظروف العصيبة بادرت الجدّة بدفع حفيدها إلى طلب مسالك العلم؛ فقرأ القرآن على عدد من المشايخ منهم عمّه، ثمّ انتقل في حدود (1320هـ/ 1903م) عند والدته بسلا، فقرأ بها على الأستاذ السيد أحمد الخلطي بـ«درب الصوف»، ، توفّيت والدته سنة (1326هـ/1909م) وعمره لا يتجاوز الخامسة عشرة، واضطرّ إلى الخروج مع أخواله للشراردة، فقرأ بها على عدد من العلماء منهم الأستاذ العربي التويجري، والأستاذ الطاهر بن عبد الرحمن العبدي الزياني، والشيخ المقرئ عمر العبدي، وغيرهم، فحفظ كتاب الله في تسع ختمات قراءةَ درسٍ دون التلاوة باللسان، ثمّ قرأ بقراءة نافع والمكي، وعُنِي بحفظ أمّهات المتون وشروحها، ثمّ عاد إلى الدّيار.
وبعد ذلك اشتد شغف فقيهنا بالعلم، فسافر إلى مدينة فاس أواخر سنة (1336هـ/1918م) فأخذ عن جلّة شيوخها، ودامت رحلته بها أربعة أعوام، وتعدّدت زياراته إلى مدينة [[مراكش] للأخذ من ينابيعها، والنّهل من حياض علوم رجالاتها، وله فيها تدوين بارع عنون له بـ «المحاسن الفاشية، في الرحلة المراكشية» عرض من خلاله ملاحظاته التاريخية والأدبية، وجلساته مع أساتذته، وزياراته لأولياء مراكش وصلحائها، وله صولات وجولات في مدنالرباط، والبيضاء، مكناس، الصويرة (المغرب) وغيرها، استفاد منها الشيء الكثير، وأغلب مادّة مؤلّفاته الغزيرة من تلك الرِّحلات.
وتولّى الفقيه العدالة سنة (1347هـ1928م) بإذن من وزارة العدلية، ثمّ أعفي سنة (1349هـ1930م) من قبل سياسة الاحتلال التي أقلقها نشاطه الكبير في الدفاع عن القضايا الوطنية، وسعيه الحثيث في توعية الناس، وإرشادهم فيما يخص تعاملهم اليومي، وشركاتهم، وتجارتهم، وزواجهم، وطلاقهم، وتولى الإفتاء في بلده آسفي بإذن من شيخه بوشعيب بن محمد البهلولي، وشغل أيضا الإمامة والخطابة بمسجد رباط أبي محمد صالح بدرب «فران الحفرة»، ومارس نشاطه التعليمي والوطني والدّعوي، فصار علاَمة بارزة في أرجائه ونواحيه، وموازاة مع جهاده العلمي والاجتماعي، كان لجهاده الوطني وانخراطه السياسي التأثير البالغ على مستوى مدينة آسفي خاصّة ومنطقة عبدة عامّة.
ويتميز الفقيه الكانوني عن كثير من علماء جيله بعنايته الفائقة بالكتابة والتأليف، فألف الكثير من المؤلفات التي لم يُسبق إلى مثلها، فألّف في الحديث، والتاريخ، والفقه، والأصول، والطب، والرّحلات، والسيرة.

## ملؤلفاته
- «تاريخ آسفي وما إليه قديما وحديثا»،وهو كما ذكر عبد الله بن العباس الجيراري كتاب قيّم احتوى عدّة فصول ضمّت نسب الأمّة البربرية والحديث عن المصامدة ومواطنها ومشاهير بيوتاتها ثمّ صنهاجة ورجراجة وحاحة وطزولة وما إليها. بعد ذلك تناول بالعرض الدول المتعاقبة على حكم المغرب العربي كالمرابطين والموحدين والمرينيين والسعديين والعلويين فجاء الكتاب وثيقة تاريخية هامة[3]
- «جواهر الكمال في تراجم الرجال»، وقد عرض فيه لعدّة تراجم من أبناء آسفي ونواحيهاوقد مكّنه من ذلك معرفته بأنساب الأسر[4]

- «الرياضة في الإسلام»،تناول فيه موضوع المسابقة بين الرجال والنساء وتدريب الصبيان عليها ومسابقة الإبل والخيلإلى غير ذلك من الرياضات بما فيها كرة القدم والسباحة وحمل الأثقال[5]

ولقد بقيت جلّ مصنّفاته حبيسة الخزائن الخاصة، ومنها ما هو في حكم المفقود بسبب ضياع قسم منه، أو تأثّره بالرطوبة والأرضة، وقد جنّد الله لحفظ ما فَضُل من هذا التراث الجليل «جمعية آسفي للبحث والتوثيق» التي احتفظت بما يقارب 28 عنوانا من مؤلّفاته جميعها بخط مؤلّفها، وهي جديرة بالتحقيق والنشر لتعمّ الفائدة منها.
ورحل الفقيه الكانوني بعد ذلك إلى الدار البيضاء في فاتح رمضان (1356هـ/1938م) بعدما سكن سنتين بمراكش، فدرّس هناك بأشهر مساجد المدينة، وانتقل للتدريس بالمدارس الحرّة، والتجأ إلى المطابع لطبع تراثه الزاخر لكنّ العمر لم يطُل به في البيضاء؛ حيث إنّ مُقامه بها لم يدم سوى سنة واحدة ملأها علما وعملا، فغادر ـ  ـ هذه الدنيا بعد مُضيّ خمسة عشر يوما من شهر رمضان عام (1357هـ)، الموافق للثامن من نونبر (1939م)،  رحمة واسعة، وأكرمه بمنزلة الصدّقين والشهداء.
وفي وفاته روايات تفيد بأنّ الفقيه قد اغتيل من طرف عملاء المحتلّ، منها تصريح ولده الحاج محمد الذي قال فيه: «كنت صغيرا أجلس بجانب أبي حينما دخل عليه ممرّضان شرعا في إزالة ثيابه عن ظهره لحقنه بإبر تشبه قناني صغيرة، وفي أثناء العملية بدءا يحرّكانه ويناديانه: الفقيه، الفقيه، لقد مات، وفرّا وترك أحدهما فردة من حذائه». ومهما يكن؛ فقد بارك الله في حياته القصيرة التي دامت سبعة وأربعين سنة من البذل، والعطاء، والجهاد.